# Championnat du Salvador de football 1987-1988
Navigation
Saison précédente Saison suivante
La Primera División 1987-1988 est la trente-septième édition de la première division salvadorienne.
Lors de ce tournoi, l'Alianza FC a tenté de conserver son titre de champion du Salvador face aux neuf meilleurs clubs salvadoriens.
Chacun des dix clubs participant était confronté trois fois aux neuf autres équipes. Puis les quatre meilleurs se sont affrontés lors d'une phase finale à la fin de la saison. Le vainqueur de ces deux phases étant identique, il n'y a pas eu de finale pour attribuer le titre de champion.
Seulement deux places étaient qualificatives pour la Coupe des champions de la CONCACAF.

## Les 10 clubs participants
| \| Alba Ajacutla CD Águila CD Chalatenango Cojutepeque FC Club Deportivo FAS CD Luis Ángel Firpo Alianza FC Atlético Marte CD Metapán Once Lobos \| Localisation des clubs engagés dans le championnat. |
| Alba Ajacutla CD Águila CD Chalatenango Cojutepeque FC Club Deportivo FAS CD Luis Ángel Firpo Alianza FC Atlético Marte CD Metapán Once Lobos                                                           |

| Club                | Stade                        | Capacité          | Ville        |
| Alba Ajacutla       | Stade inconnu                | Capacité inconnue | Acajutla     |
| CD Águila           | Stade Juan Francisco Barraza | 10 000            | San Miguel   |
| Alianza FC          | Stade Cuscatlán              | 45 925            | San Salvador |
| CD Chalatenango     | Stade José Gregorio Martínez | 15 000            | Chalatenango |
| Cojutepeque FC (en) | Stade inconnu                | Capacité inconnue | Cojutepeque  |
| Club Deportivo FAS  | Stade Oscar Quiteño          | 15 000            | Santa Ana    |
| CD Luis Ángel Firpo | Stade Sergio Torres          | 5 000             | Usulután     |
| CD Atlético Marte   | Stade Cuscatlán              | 45 925            | San Salvador |
| CD Metapán          | Stade inconnu                | Capacité inconnue | Metapán      |
| Once Lobos          | Stade Cesar Hernández        | 15 000            | Chalchuapa   |

## Compétition
La compétition se déroule en trois phases :
- La phase de qualification : les vingt-sept journées de championnat.
- La phase finale : six journées de championnat entre les quatre meilleures équipes.
- La finale : une seule confrontation entre les deux vainqueurs des phases précédentes.

### Phase de qualification
Lors de la phase de qualification les dix équipes affrontent à trois reprises les neuf autres équipes selon un calendrier tiré aléatoirement.
Les quatre meilleures équipes sont qualifiées pour la phase finale et le meilleur est qualifié directement pour la finale.
Le classement est établi sur l'ancien barème de points (victoire à 2 points, match nul à 1, défaite à 0).
Le départage final se fait selon les critères suivants :
- Le nombre de points.
- Un match d'appui pour départager les équipes.

#### Classement
| Rang | Équipe                  | Pts | J  | G  | N  | P  | Bp | Bc | Diff |
| ---- | ----------------------- | --- | -- | -- | -- | -- | -- | -- | ---- |
| 1    | CD Águila               | 38  | 27 | 14 | 10 | 3  | 39 | 17 | +22  |
| 2    | Alba Ajacutla           | 29  | 27 | 7  | 15 | 5  | 17 | 17 | 0    |
| 3    | CD Luis Ángel Firpo     | 29  | 27 | 9  | 11 | 7  | 39 | 34 | +5   |
| 4    | Club Deportivo FAS      | 28  | 27 | 9  | 10 | 8  | 29 | 34 | -5   |
| 5    | CD Chalatenango         | 26  | 27 | 6  | 14 | 7  | 27 | 25 | +2   |
| 6    | CD Metapán              | 26  | 27 | 6  | 14 | 7  | 36 | 39 | -3   |
| 7    | Cojutepeque FC (en) (P) | 26  | 27 | 8  | 10 | 9  | 31 | 36 | -5   |
| 8    | Alianza FC (T)          | 24  | 27 | 8  | 8  | 11 | 37 | 37 | 0    |
| 9    | CD Atlético Marte       | 23  | 27 | 5  | 13 | 9  | 28 | 29 | -1   |
| 10   | Once Lobos              | 21  | 27 | 5  | 11 | 11 | 30 | 45 | -15  |

| Légende : Qualifications et relégations | Légende : Qualifications et relégations                                                    |
| --------------------------------------- | ------------------------------------------------------------------------------------------ |
|                                         | Qualifié pour la phase finale                                                              |
|                                         | Relégué en Segunda División                                                                |
|                                         | En gras : Qualifié pour la finale (T) : Tenant du titre (P) : Promu de la saison 1986-1987 |

### La phase finale
Lors de la phase finale les quatre équipes affrontent à deux reprises les trois autres équipes selon un calendrier tiré aléatoirement.
Le classement est établi sur l'ancien barème de points (victoire à 2 points, match nul à 1, défaite à 0).
Le départage final se fait selon les critères suivants :
- Le nombre de points.
- Un match d'appui pour départager les équipes.

#### Classement
| Rang | Équipe              | Pts | J | G | N | P | Bp | Bc | Diff |
| ---- | ------------------- | --- | - | - | - | - | -- | -- | ---- |
| 1    | CD Águila           | 8   | 6 | 3 | 2 | 1 | 4  | 2  | +2   |
| 2    | Club Deportivo FAS  | 6   | 6 | 1 | 4 | 1 | 6  | 6  | 0    |
| 3    | CD Luis Ángel Firpo | 5   | 6 | 2 | 1 | 3 | 5  | 6  | -1   |
| 4    | Alba Ajacutla       | 5   | 6 | 1 | 3 | 2 | 4  | 5  | -1   |

| Légende : Qualifications et relégations | Légende : Qualifications et relégations                            |
| --------------------------------------- | ------------------------------------------------------------------ |
|                                         | Coupe des champions de la CONCACAF 1988 (2e Tour de qualification) |
|                                         | En gras : Qualifié pour la finale                                  |

### Finale
Le CD Águila ayant remporté les deux phases de la compétition, la finale du championnat n'a pas eu lieu.

## Bilan du tournoi
| Tableau d'Honneur          |           |
| Compétition                | Vainqueur |
| Primera División 1987-1988 | CD Águila |

| Qualifications continentales 1987-1988 |                              |
| Coupe des champions de la CONCACAF     | Qualifiés                    |
| Deuxième tour de qualification         | CD Águila Club Deportivo FAS |

| Promotions et relégations   |                |
| Relégué en Segunda División | Once Lobos     |
| Promu de Segunda División   | AD El Transito |